# Forza Fenice
Forza Fenice (Phoenix Force) è un personaggio dei fumetti statunitensi creato da Chris Claremont e Dave Cockrum nel 1976, pubblicato dalla Marvel Comics.
È un'entità cosmica dagli enormi poteri che nel corso della sua plurimillenaria esistenza ha scelto degli esseri di molte specie che la ospitino affinché possa compiere la propria missione (solitamente favorire il progresso evolutivo di alcuni mondi rispetto ad altri); compiuto il proprio compito Fenice torna ad uno stato di quiescenza dentro alla cosiddetta "White Hot Room", una sorta di luogo remoto nello spazio e nel tempo dove resta in incubazione fino al suo successivo ritorno.

## Poteri e abilità
Fenice possiede enormi poteri sulla materia, in particolare è in grado di controllare atomi e molecole a suo piacimento. Quando si manifesta, l'Entità assume la caratteristica forma di un uccello rapace fatto di pura fiamma in autocombustione. Quando sceglie un ospite, la Fenice assicura solitamente a quest'ultimo una notevole quantità dei suoi poteri cosmici. Di solito essa potenzia le caratteristiche e i poteri già esistenti in quell'individuo, ad esempio quando scelse Jean Grey, ne potenziò al massimo la telecinesi e la telepatia.
È la Fenice che di solito sceglie da chi farsi ospitare, spesso imponendosi al soggetto e alterandone la mentalità e il carattere a seconda dei propri fini. Ciò significa che la Fenice non gradisce di essere costretta ad entrare in qualcuno contro il proprio volere e se questo accade cerca di liberarsi a spese di chi ha osato un tale gesto. La Fenice ha dimostrato di prediligere di essere ospitata da soggetti dalle grandi capacità telepatiche.
La Fenice può essere considerata a seconda delle circostanze una entità sia benevola che malevola, ad esempio in molti casi ha contribuito ad assicurare il progresso sulla Terra, in altri casi ha distrutto interi sistemi solari. Ciò dipende molto sia dalla sua missione, che dall'interazione che essa sviluppa con il suo ospite. Sulla Terra ha sviluppato una forte attrazione verso Jean Grey e le persone che lei ama. Il rapporto con Jean è stato sempre ambivalente. Dopo averla salvata e tenuta in uno stato di ibernazione, per un lungo periodo la Fenice ha assorbito i suoi ricordi, poi preso l'identità e il suo posto tra gli X-Men, per poi diventare Fenice Nera, un essere terribilmente pericoloso e dannoso. In seguito Jean è tornata di persona ed è riuscita a controllare con un certo successo questa entità. Alla sua morte, Jean Grey è invece diventata la Fenice Bianca della Corona, uno spirito saggio ospitato nella White Hot Room, assieme a tutti gli spiriti di coloro che nel tempo sono stati posseduti dall'entità, acquisendo un potere così incredibile da raggiungere quello di Molecola e diventare inferiore solo ed unicamente all’Arcano, al Tribunale Vivente, al Supremo e ad una banda di arcani.

## Biografia del personaggio
È uno dei personaggi più potenti dell'universo Marvel, un'entità cosmica che si è inizialmente incarnata nella mutante Jean Grey. Può essere tenuta sotto un certo controllo da un mutante di livello omega e dalla forte personalità.
In principio la Fenice venne presentata come una manifestazione dei poteri latenti di Jean Grey, che erano tanto grandi da portarla alla pazzia e alla trasformazione in Fenice Nera, entità malvagia praticamente onnipotente, la quale si macchiò anche della distruzione di un pianeta abitato da cinque miliardi di abitanti (D'Bari). In seguito, in uno scontro con il resto degli X-men, Jean riprese il controllo di se stessa grazie all'aiuto di Xavier. Ma subito dopo gli X-Men vennero trasportati dagli Shi'ar nel lato blu della Luna dove la Guardia Imperiale Shi'ar si scontrò con gli X-men in una sorta di processo per combattimento. Durante lo scontro Jean, convintasi di non avere la forza per controllare l'essenza Fenice si suicidò. Ma successivamente, con un tipico esempio di retcon, venne spiegato che quel personaggio non era la vera Jean.
Infatti venne spiegato che, durante un precedente incidente in uno shuttle Fenice salvò Jean Grey da morte certa, la pose in uno stato di animazione sospesa, sostituendosi ad essa. La pose in un bozzolo di energia a guarire dalle ferite, riportate in seguito alle troppe radiazioni solari assorbite e quindi prese il suo posto a fianco degli altri X-Men. Questa versione, che è attualmente quella ufficiale, utilizzata nelle sceneggiature Marvel, fu ideata da John Byrne e narrata in un episodio dei Fantastici Quattro, in cui venne recuperato il corpo di Jean ancora avvolto dal bozzolo, sul fondo della baia di New York.
Viene inoltre spiegato che quando Fenice si trova unita a Jean Grey, non risulta solitamente di natura maligna, ma segue le indicazioni della stessa Jean. Al contrario invece, nel periodo in cui prese il suo posto, la Fenice venne corrotta dalle emozioni umane, che la portarono a diventare Fenice Nera, fuori controllo, senza intenzione di limitare i suoi poteri ed incline alla malvagità. Inizialmente questa entità ebbe un atteggiamento benevolo, in linea con il personaggio di cui aveva assunto l'identità, finché le manipolazioni da parte di Mastermind ed Emma Frost non fecero emergere in lei la sua parte malevola.
Jean Grey/Fenice afferma in L'ultimo canto di Fenice, quando la sola Jean tiene testa a Fenice, che le due entità sono ormai una sola e indissolubile.
La Fenice gioca un ruolo importante nella creazione di Galactus, chiedendo all'avatar universale del mondo di Taa di salvarlo. Questo dà a intendere che probabilmente Fenice esisteva già nell'universo antecedente a quello Marvel.
Come ogni cosa presente nell'universo Fenice ha un suo contrario: il Primo Caduto, ossia l'essenza della perfezione immutabile, contrapposta al rinnovarsi ciclico rappresentato proprio dalla Fenice.
L'entità Fenice ha posseduto o è stata ospite di diversi personaggi Marvel, fra cui:
- Jean Grey
- Rachel Grey
- Cable (non riuscito a controllarla)
- Emma Frost
- Naiadi di Stepford
- Hope Summers

Quando la Fenice venne colpita dal raggio cosmico di Iron Man essa si scisse in cinque e si impossessò per un certo periodo dei seguenti altri personaggi, poi definiti come i "5 della Fenice":
- Ciclope
- Emma Frost
- Namor
- Colosso
- Magik

### L'ultimo canto di Fenice
L'ultimo canto di Fenice è una miniserie incentrata nuovamente su questa potente entità cosmica.
Incuranti delle possibili conseguenze, gli Shi'ar fecero risorgere prematuramente la forza Fenice e senza la presenza di un ospite che l'accogliesse, nella speranza di poterla distruggere, quando essa si trovava in una situazione di estrema debolezza. Ma la Fenice riuscì a fuggire e a tornare sulla Terra, dove fece risorgere Jean Grey dalla tomba, fondendosi nuovamente con lei e rivelando che le due erano da considerare come una cosa sola, perché mai un altro essere può completarsi tanto perfettamente con Fenice, quanto Jean.
Wolverine la trovò poco dopo, ma subito i due vennero attaccati dagli Shi'ar, che crearono una specie di piccolo buco nero che li inghiottisse; perciò la Fenice li trasportò velocemente lontano, al Polo Nord. Vedendo Logan ferito, la personalità di Jean fu capace di riemergere e prendere il controllo del duo. Perciò lei gli chiese di fermare la Fenice, ma Wolverine riuscì solo a trafiggerla inutilmente diverse volte, riuscendo solo ad indebolire la Fenice, senza ottenere di ucciderla. Perciò Jean fece in modo di venire seppellita dentro uno spesso strato di ghiaccio, nella speranza di contenere entrambe. La Fenice però riuscì ad emergere dal ghiacciaio, lasciando la sola Jean intrappolata.
Gli altri X-Men arrivarono nel frattempo al Polo Nord, iniziando a combattere l'entità cosmica. La Fenice cercò perciò di prendere il controllo di Ciclope e di usarlo per rafforzarsi, attraverso l'enorme nutrimento garantito dalla potenza dei suoi raggi ottici. Usando le memorie di Jean, essa cercò di provocare la reazione di Scott, solo per rendersi conto che ora lui era innamorato di Emma Frost, perciò la Fenice prese il controllo di quest'ultima. Emma e Scott fecero però in modo di restare intrappolati assieme alla Fenice, dentro un macchinario contenitivo, appositamente predisposto da Bestia.
Emma però non riuscì a contenere la Fenice, anche perché venne manipolata da Quentin Quire, che sperava di usarne i poteri cosmici per fa risorgere dalla morte Sophie, la Naiade di Stepford di cui era innamorato. Il risultato di queste azioni però non fece altro che rendere la Fenice ancor più arrabbiata ed incontrollabile.
Ciclope capì allora che Jean era l'unica speranza per contenere la Fenice, la liberò perciò dai ghiacci e subito dopo Jean riuscì a separare la Fenice da Emma. La Fenice rimase sotto shock, ma Jean la rassicurò: "Non ti ricordi? Io sono te". La Fenice allora replicò a Jean, accusandola di aver perso l'amore di Scott, provocando quindi un indebolimento nella donna. Capendo che in quel momento Jean aveva bisogno di sentire l'amore di tutti i suoi cari amici e compagni, Ciclope la fece mettere in contatto telepatico da Emma (con l'aiuto delle Naidi) con tutti gli X-Men, presenti in tutto il mondo, che riversano su di lei il loro amore.
Jean fu così in grado di riprendere il pieno controllo e trascendere nella Fenice Bianca della Corona, giusto in tempo per salvare gli X-Men da un altro intervento Shi'ar. Prima di andarsene Jean chiese a Scott di rimuovere i suoi visori, perché voleva rivedere un'ultima volta i suoi occhi. Avviluppata nella potenza dei suoi raggi, dopo un ultimo saluto se ne andò verso Stanza Incandescente, l'incubatrice della Fenice.

## Altri media

### Cinema
La Fenice compare nella saga cinematografica degli X-Men, sia nella trilogia originale che nei film prequel, ma presenta numerose differenze dal fumetto in quanto non si tratta di una forza cosmica antichissima ed indipendente da Jean Grey che ha scelto questi per ospitarla, bensì di una personalità alternativa della stessa Jean, nata quando il professor Charles Xavier ha creato delle barriere psichiche nella sua mente per impedirle di avere accesso al suo illimitato ma pericoloso potere. Questa personalità rappresenta gli istinti repressi e i desideri inconsci di Jean ed è quindi molto più aggressiva e sfrontata, oltre ad essere palesemente mentalmente instabile.
- Nel film X-Men - Conflitto finale (2006), Ciclope è ancora sconvolto per la morte dell'amata Jean (sommersa da un'enorme massa d'acqua alla fine del film precedente) ed in un impeto di rabbia colpisce con i suoi raggi il lago dove era successo. Subito dopo vede Jean davanti a sé, ed incredulo e sconvolto dalla visione si lascia andare alla scoperta che la sua amata sia ancora viva, così i due si baciano, ma si intuisce che ci sia qualcosa di strano. Più tardi, giunti al lago, Wolverine e Tempesta trovano Jean, svenuta, in un ambiente surreale privo di gravità con molti oggetti sospesi in aria. Di Ciclope invece ritrovano soltanto gli occhiali. Il professor Xavier spiega che Jean non era in grado di controllare la sua enorme potenza (di un mutante di "livello cinque"), e la donna aveva sviluppato una seconda personalità, emotivamente instabile, che si era autodefinita la "Fenice", in grado di sfruttare un potere pressoché illimitato. Per impedire alla Fenice di nuocere, Xavier l'aveva sigillata nel subconscio di Jean con dei blocchi mentali, che però sono saltati. Jean si risveglia, e Wolverine, inizialmente scettico, si rende conto che la donna sia effettivamente cambiata e che con tutta probabilità abbia ucciso Ciclope perdendo il controllo di sé stessa. Xavier cerca di riportare Jean alla ragione, mentre il perfido Magneto cerca di portarla dalla sua parte nella Confraternita dei mutanti malvagi, senza rendersi conto dei pericoli a cui va incontro. La Fenice uccide Xavier, disintegrandolo, e decide poi di seguire Magneto. Magneto la porta con sé in una battaglia per fermare la produzione di una sorta di vaccino in grado di far tornare "normali" i mutanti, ma perde il controllo della donna, che inizia a disintegrare qualunque cosa si trovi nelle vicinanze. Wolverine, grazie alle sue proprietà rigenerative, riesce ad avvicinarsi a lei ed è costretto ad ucciderla, riuscendoci anche grazie al fatto che per qualche istante Jean si controlla e gli parla dicendogli "Fermami", richiesta a cui il mutante acconsente con il cuore straziato. Jean viene sepolta alla scuola, accanto alle lapidi (con tombe vuote) di Ciclope e Xavier.
- Nel film X-Men - Apocalisse (2016), la giovane Jean Grey sconfigge assieme a Ciclope, Tempesta e Magneto l'antico e malvagio mutante egiziano Apocalisse (En Sabah Nur), liberando per un momento la "Forza Fenice" dentro di sé.
- Jean Grey finirà per essere del tutto soggiogata dalla Fenice nel sequel X-Men: Dark Phoenix (2019).

### Animazione
- La Fenice appare anche nella serie animata Insuperabili X-Men; come nel fumetto, Jean Grey e la Fenice sono due entità distinte, ma nel cartone, anziché sostituirsi a lei, la Fenice entra nel corpo di Jean Grey. I poteri congiunti della Fenice e di Jean Grey permettono a quest'ultima di sigillare il cristallo M'Kraan per fermare e sconfiggere il malvagio imperatore D'Ken e poi Jean lo porta nel Sole allo scopo di impedire a qualsiasi essere vivente di entrarne nuovamente in possesso. Successivamente Jean/Fenice torna sulla Terra, ma la Fenice non abbandona Jean perché sta cominciando a scoprire le sensazioni umane e vuole provarle; quando il Circolo Infernale mette poi gli occhi su Jean nella trasposizione della Saga di Fenice Nera, Fenice scopre le emozioni maggiormente negative e, quando poi si libera dal controllo di Jason Wyngarde, diventa come la sua controparte cartacea una minaccia per l'universo. Probabilmente per evitare i problemi avvenuti con la sua controparte cartacea, quando Fenice vola nello spazio distrugge sì la stella D'Bari, ma nel cartone i pianeti che la circondano sono disabitati e forse incapaci di ospitare la vita (non c'è quindi un genocidio), mentre la nave Shi'ar che l'attacca non viene distrutta ma viene fatto saltare solamente uno dei motori (l'equipaggio sopravvive e si ritira dietro ordine di Lilandra). Come nel fumetto e nel film, Fenice viene poi sedata dai poteri mentali di Xavier, ma ritorna poi quando Ciclope viene messo K.O. nel corso della battaglia contro la Guardia Imperiale e i blocchi cessano di essere efficaci. Jean si suicida (nel cartone però lo fa usando i laser della nave ammiraglia di Lilandra) ma la Fenice sopravvive e esce dal corpo della donna. Grazie all'energia spirituale degli X-Men Fenice poi riporta in vita Jean e nell'ultima immagine che si vede di Fenice, l'entità cosmica teletrasporta gli X-Men nella Sala della Guerra della loro base, e da quel momento, almeno nella serie televisiva, non si hanno più notizie della stessa Fenice.
- Nella serie animata Wolverine e gli X-Men il personaggio avrà un ruolo determinante nella storia, specialmente verso il finale. Nella trama la Fenice è uno spirito che fin dai tempi degli antichi egizi passava da un telepante di generazione in generazione, adesso è Jean la portatrice dello spirito distruttore, che in un futuro apocalittico sterminerà la razza umana e quasi tutta quella mutante, permettendo alle Sentinelle di prendere il controllo del mondo. Emma Frost, a costo della vita, assorbirà la Fenice nel suo corpo, e poi la rilascerà via, sventando la minaccia, anche se Emma, nella sua forma in diamante, viene distrutta.

### Videogiochi
La Fenice appare come personaggio giocabile nel Facebook game Marvel: Avengers Alliance. Benché abbia l'aspetto di Jean Grey, il suo nome ufficiale è proprio Fenice ed è una dei Cinque della Fenice, in sostituzione di Namor (non presente nel gioco). Dispone inoltre dell'aspetto di "Fenice bianca della corona" come costume alternativo.